# Sándor Nagysolymosi
Sándor Nagysolymosi (8 de octubre de 1957) es un deportista húngaro que compitió en judo. Ganó una medalla de plata en el Campeonato Europeo de Judo de 1981 en la categoría de –71 kg.

## Palmarés internacional
| Campeonato Europeo | Campeonato Europeo | Campeonato Europeo | Campeonato Europeo |
| Año                | Lugar              | Medalla            | Categoría          |
| ------------------ | ------------------ | ------------------ | ------------------ |
| 1981               | Debrecen (Hungría) | Medalla de plata   | –71 kg             |